# Azar
El azar es una casualidad, presente, teóricamente, en diversos fenómenos que se caracterizan por causas complejas, no lineales y sobre todo que no parecen ser predecibles en todos sus detalles. Dependiendo del ámbito al que se aplique, se pueden distinguir cuatro tipos de azar:
- Azar en matemáticas. En matemáticas, pueden existir series numéricas con la propiedad de no poder ser obtenidas mediante un algoritmo más corto que la serie misma. Es lo que se conoce como aleatoriedad. La rama de las matemáticas que estudia este tipo de objetos es la teoría de la probabilidad. Cuando esta teoría se aplica a fenómenos reales se prefiere hablar de estadística.
- Azar en la física. El azar puede darse en sistemas físicos indeterministas y deterministas. En los sistemas  en que no se puede determinar de antemano cuál será el suceso siguiente, como sucede en la desintegración de un núcleo atómico. Esta dinámica, azarosa, es intrínseca a los procesos que estudia la mecánica cuántica (subatómicos). Dentro de los procesos deterministas, también se da el azar en la dinámica de sistemas complejos impredecibles, también conocidos como sistemas caóticos.
- Azar en biología. Las mutaciones genéticas son generadas por el azar. Las mutaciones se conservan en el acervo genético, pudiendo aumentar así las oportunidades (en general, la mutación genética no genera cambios fenotípicos en el organismo, y solo en algunos casos se presentan patologías causadas por el efecto negativo de la mutación, en otras oportunidades, la mutación puede generar alelos que impacten de manera positiva sobre el organismo para desempeñar sus actividades) de supervivencia y reproducción que los genes mutados confieren a los individuos que los poseen. Normalmente, las características de un organismo se deben a la genética y al entorno, pero también las recombinaciones genéticas son obra del azar.
- Azar como encuentro accidental.[2] Esta situación es considerada azar porque los procesos que coinciden son independientes, no hay relación causal entre ellos, aunque cada uno tenga una causa que actúe de modo necesario. Así, un macetero cae por una causa necesaria —la gravedad—, pero es azaroso que en su trayectoria coincida con un peatón.

## Azar y filosofía
El azar ontológico es aquel que forma una parte del ser. Aunque se encuentren leyes deterministas en determinados ámbitos, habrá procesos que son irreductiblemente espontáneos y aleatorios, independientemente del avance del conocimiento.
El azar epistemológico es aquel que se encuentra en el conocimiento bien sea por ignorancia, por incapacidad para tratar sistemas complejos en un mundo determinista o bien porque exista un auténtico azar ontológico. [cita requerida]
El determinismo, en cambio, afirma que no existe el azar ontológico. Los procesos considerados aleatorios serían en realidad eventos en los que se ha desatendido a las particularidades (o es excesivamente trabajoso o complejo estudiarlas). 
El conocimiento científico parte del supuesto de la existencia de unas leyes de la naturaleza que determinan el acontecer del mundo, y que es posible conocerlas. Poder determinar el grado de determinismo que dichas leyes implican y el ámbito de su aplicación es esencial para la valoración del conocimiento científico. Se considera que las leyes de la física clásica que describen adecuadamente muchos fenómenos son deterministas (aunque no necesariamente predictibles, por la existencia de caos determinista), mientras que muchos científicos consideran que por ejemplo en física cuántica existen fenómenos esencialmente azarosos y no deterministas.
La creencia en un determinismo total como ciencia del conocimiento adecuado de la realidad y su carácter predictivo parece problemático para la existencia de libre albedrío. Así se ha considerado en algunos momentos. La ciencia actuaría, en la consideración del estudio de sistemas complejos y sistemas abiertos matiza la consideración del determinismo de las leyes de la naturaleza.
Hay quien afirma que no se es libre por tomar una decisión de libre albedrío o aleatoria, sino por tomar una decisión autónoma y razonada, es decir, según la voluntad. Sin embargo, al afirmar esto no hace sino identificar su yo libre exclusivamente con su córtex prefrontal, que es aquel que racionaliza de forma autónoma la decisión de todo su ser.[cita requerida]

## Azar frente a impredecibilidad
Los fenómenos de ocurrencia regular o recurrentes de manera fija, son fenómenos predictibles. Si se observan durante un cierto tiempo, puede descubrirse que se repiten de manera periódica y muy fija. Cuando un fenómeno no es predictible, frecuentemente se considera un fenómeno azaroso. Hasta el advenimiento de la teoría del caos, se creía que todos los sistemas deterministas eran necesariamente predictibles y, por tanto, no azarosos.
Sin embargo, el caos determinista se refiere a un tipo de situación de sistemas físicos (o de otro tipo) que, a pesar de ser deterministas y presentar cierta predictibilidad estadística general, resultan impredecibles en sus detalles o a pequeña escala. En estos casos la descripción mediante modelos matemáticos deterministas que reproducen todos los detalles, se vuelve inviable y para describirlos o tratarlos se suele trabajar con descripciones estadísticas de conjuntos de grandes cantidades de elementos, cada uno de ellos impredecible de manera individual, pero no así globalmente. En física estadística, por ejemplo, este concepto se puede encontrar en la interpretación estadística de Boltzmann de la segunda ley de la termodinámica.
Los sistemas turbulentos son aquellos cuya evolución no es predecible a corto plazo debido a que variaciones infinitesimales en las condiciones provocan cambios exponenciales. Aleatoriedad y no predictibilidad en estos casos no son equivalentes. Estos son un ejemplo claro de complejidad.

## Azar y ciencia natural
Desde que Isaac Newton presentó su nueva forma de hacer ciencia, esta fue asociada al determinismo. Como para el determinismo el azar solo puede ser epistemológico, considera preferibles las teorías científicas de las que se desprenden leyes en las que no tiene cabida el azar. Bajo el punto de vista del cientificismo clásico, un evento era aparentemente aleatorio cuando no podía establecerse o controlarse su causa. Se podía asimilar a la ignorancia.
Con el desarrollo de las nuevas teorías científicas sobre sistemas caóticos o turbulentos, y cuánticos, muchos científicos reconsideraron la validez del azar en la física. Según la llamada interpretación de Copenhague de la mecánica cuántica, en un experimento controlado en hasta sus más mínimos detalles, siempre hay un grado de aleatoriedad en el resultado. Muchos procesos físicos de carácter cuántico podrían ser irreductiblemente aleatorios. Las leyes de la desintegración atómica pueden predecir el número de núcleos de un cuerpo radiactivo que se desintegrará en un período dado de tiempo, pero no cuándo lo hará un núcleo concreto. Sin embargo, han surgido diferentes objeciones a esta interpretación, como la teoría de las variables ocultas, que sostiene que el resultado del experimento viene determinado por un cierto número de características aún desconocidas. Ahora bien, cuando menos, el tipo de teoría de variables ocultas postulada por Einstein junto a Boris Podolsky y Nathan Rosen en 1935, conocida como "paradoja EPR" y formulada experimentalmente por John Bell en 1964 en términos de una inecuación conocida como "Teorema de Bell", fue contrastada por diversos equipos de investigadores desde 1976 en adelante, concluyendo en la "violación" de dichas desigualdades, lo que implica el abandono de la posibilidad de "variables ocultas" más allá de la función de onda de estados superpuestos en partículas en entrelazamiento cuántico. Otra interpretación es la de los universos múltiples o "muchos mundos" (IMM), propuesta por Hugh Everett, según la cual todos los posibles resultados se dan, en todo un conjunto de universos. Aún no se ha podido diseñar un experimento que contraste o descarte alguna de las interpretaciones, por lo que la controversia permanece vigente.

## Azar y matemáticas
El cálculo de probabilidades nos da las leyes de un sistema que se puede clasificar como aleatorio, por lo que el cálculo en sí mismo es determinista, aunque de forma diferente al determinismo físico clásico. Mientras que este se refiere al determinismo de objetos individuales, las probabilidades se refieren al determinismo de conjuntos.[cita requerida]

## Azar en comunicaciones
Una comunicación correcta depende, entre otras cosas, de la minimización del efecto deletéreo del ruido. Este impone límites a la eficiencia de la comunicación. El estudio de dichos límites condujo a Claude Shannon al desarrollo de la teoría de la información, a efectuar aportaciones fundamentales a la teoría de la comunicación y a establecer las bases teóricas de la criptografía.[cita requerida]
El acceso a una fuente de aleatoriedad de alta calidad es crítica en criptografía. La elección de una clave muy ligeramente no aleatoria puede resultar en el desciframiento de las comunicaciones.[cita requerida]